# زنگ سیگی
زنگ سیگی (به انگلیسی: Zeng Siqi) ژیمناست زادهٔ ۵ فوریهٔ ۱۹۹۶ میلادی اهل کشور چین است.